# 雅克·拉菲特
雅克·拉菲特（法語：Jacques Laffitte，1767年10月24日—1844年5月26日），法國銀行家和政治人物。木匠之子，早年在巴黎佩爾戈(Perregaux)的銀號中工作，1800年成為股東，1804年繼佩爾戈為銀號老闆。佩爾戈·拉菲特公司的銀行成為歐洲最大銀行之一，他任該行董事(1809)。1814年，他任法國中央銀行總裁以及商會會長。同年他為臨時政府籌措巨款，在拿破崙一世復辟期間又为路易十八籌款。据他说，拿破仑在离开法国的最后一次曾存入500万法郎黄金。